# Syndrome FOMO
Pour les articles homonymes, voir FOMO.

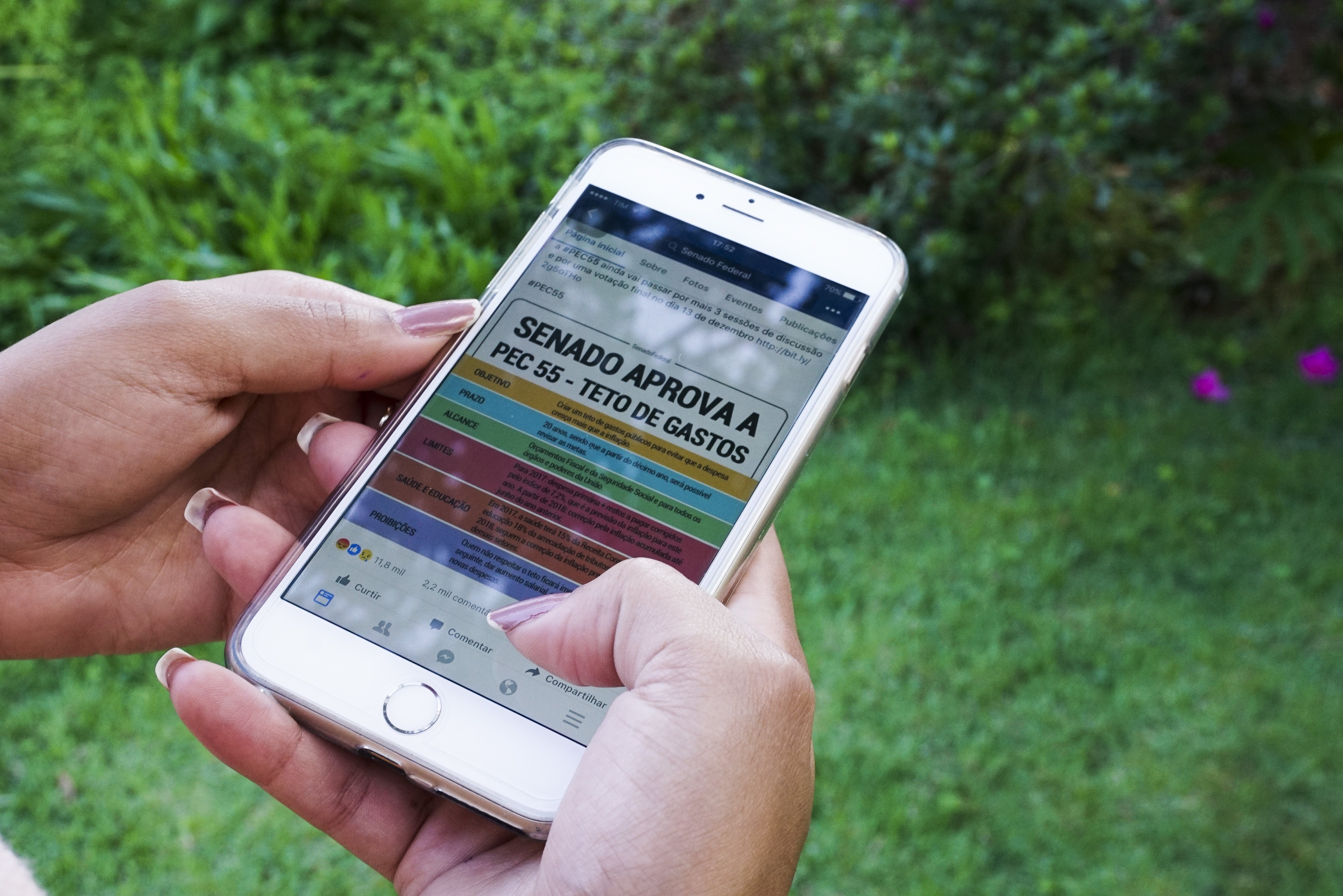
Les smartphones permettent aux gens de demeurer en contact constant avec leur réseau social et professionnel. Cela peut engendrer une consultation compulsive de peur de manquer quelque chose.

Le syndrome FOMO (parfois aussi écrit FoMOs ; de l’anglais : fear of missing out, « peur de rater quelque chose ») ou anxiété de ratage est une expérience émotionnelle contemporaine : une forme d'anxiété caractérisée par la peur constante de manquer une nouvelle importante ou un autre événement quelconque donnant une occasion d'interagir socialement,. Le FOMO s'est développé avec la diffusion des médias mobiles personnels intelligents et interconnectés, et il est lié à de nouvelles formes de socialisation, et il contribue à une forme nouvelle de conformisme, lié à la peur d'être laissé de côté.

## Description du syndrome
Le FOMO est une expérience émotionnelle, négative, associée à un conformisme lié à la peur d'être laissé de côté, exclu de ses réseaux sociaux, il contribue à l'angoisse de la déconnexion, même temporaire et, selon K. Choon et ses collègues (2016), il est souvent associé à une injonction douce au contrôle social.
Cette crainte, plus ou moins permanente, de possiblement « rater quelque chose » est renforcée et nourrie par certains aspects des technologies récentes de l'information et de la communication, en lien avec une large diffusion de médias mobiles, personnels, intelligents et interconnectés, tels les smartphones (nomophobie) et le réseautage social sur des plateformes tels Facebook, Twitter, Instagram et TikTok, où l'utilisateur peut continuellement comparer son profil à celui d'autres utilisateurs et subit un flux croissant de publicités et le discours des influenceurs,.

## Symptômes

### Aspects sociopsychologiques
Avec l'apparition du Web 2.0 puis la connexion croissante à l'Internet, beaucoup d'internautes développent une dépendance psychologique aux réseaux sociaux, à l'information en ligne, qui peut générer une anxiété quand il est hors connexion, une anxiété qui s'exprime sous la forme de « peur de manquer quelque chose ». Ce phénomène semble plus fréquent et plus marqué chez les adolescents. 
À une autre échelle, le FOMO peut aussi affecter certains métiers et l'Économie, par exemple quand le buzz et les influenceurs amènent des entreprises à investir en fonction de la perception qu'elles ont de ce que disent, pensent ou font les autres, plutôt qu'en fonction d'une stratégie commerciale cohérente et planifiée sur du plus long terme.

## Risques et dangers pour les individus
Les usagers, qui ont une connaissance limitée des moyens déployés par les plate forme de réseaux sociaux pour se rendre addictive ont souvent l'impression de conserver une liberté de choix et d'action. Ces plateformes s'affichent comme « des « boutiques relationnelles » permettant aux usagers de créer des ponts entre des réseaux d’usagers qu’ils côtoient dans un contexte en ligne et hors ligne pour obtenir du soutien et d’autres types de bénéfices. De ce fait, quitter le site définitivement se révèle une tâche difficile et préjudiciable pour leur vie sociale ». Sur ces réseaux, les internautes « intériorisent doucement le contrôle social ».
En outre, les bénéfices psychologiques des pratiques de socialisation sont tels pour la psyché humaine, que quand ils sont sur les réseaux sociaux, ce besoin d'être connecté prime souvent sur le besoin de protéger ses informations personnelles, et de protéger sa vie privée et relationnelle de la surveillance de masse. En dépit d'un droit à la déconnexion théoriquement valable pour tous, il est souvent difficile de se déconnecter des réseaux sociaux et professionnels, et en dépit du fait que de nombreux internautes sont « plus ou moins conscients de certains risques associés à une exposition de l’information personnelle dans un contexte de surveillance » algorithmique et par les pairs, parfois.

## Histoire du concept

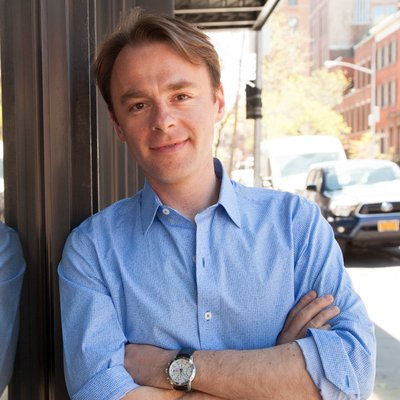
Patrick J. McGinnis, créateur du terme FOMO, pour la première fois présenté dans le journal Harbus.

Patrick J. McGinnis a inventé et popularisé le terme « FOMO » alors qu'il écrivait pour Harbus, le magazine de la Harvard Business School,.
Dans littérature scientifique, ce syndrome (peur de rater quelque chose) semble avoir a été identifié la première fois vers 1996, par Dan Herman (experts en stratégie marketing) et publié dans un article en 2000, dans The Journal of Brand Management ; selon lui ce concept a évolué et a gagné en prévalence et en importance avec l'utilisation du téléphone portable, et des SMS puis et avec l'explosion des médias sociaux. Avant Internet, un phénomène similaire, « suivre le rythme des Jones », était largement vécu. La FOMO a généralisé et intensifié cette expérience car beaucoup plus d'informations sur la vie des gens sont devenues publiquement documentées et facilement accessibles. De plus, une tendance courante est de publier des articles sur des expériences positives (comme un bon restaurant) plutôt que négatives (comme un premier rendez-vous raté). Des études ont montré que la peur de rater quelque chose était liée à l'anxiété ou à la dépression,.
Patrick J. McGinnis a créé le terme FOMO, et l'a popularisé en 2004 via un éditorial du journal The Harbus, le magazine de la Harvard Business School intitulé McGinnis' Two FOs: Social Theory at HBS. Dans ce texte, il faisait aussi référence à un autre syndrome psychologique, connexe : la peur d'une meilleure option (FOBO), et décrivait leur rôle dans la vie sociale de l'école. 
Le terme est utilisé comme hashtag sur les médias sociaux et a été mentionné dans des centaines d'articles de presse.

## Source psychologique
Le FOMO est au moins en partie induite par les technologies d'addiction et de quête du temps de cerveau développées dans le monde concurrentiel des Nouvelles technologies de l'information et de la communication, qui ont su utiliser les connaissances acquises par la psychologies. Selon le professeur de psychologie Dan Ariely, le FOMO est aussi une peur de regretter d'avoir pris la mauvaise décision sur la gestion de son temps.
Dans le domaine de l'étude de la motivation, la « théorie de l'autodétermination » dit que la satisfaction psychologique d'un individu, dans sa compétence, son autonomie et son appartenance à un groupe, doit répondre à trois besoins psychologiques qui sont fondamentaux chez l'être humain. Le niveau de FOMO semble plus élevé chez les sujets présentant des niveaux de satisfaction psychologique de base plus faibles que la moyenne pour tout ou partie de ces besoins. Une étude faite par Andrew Przybylski et al. (2013) conclut que le FOMO est plus fréquent chez les personnes dont le besoin d'être aimé et respecté n'est pas satisfait. Cette étude est basée sur un questionnaire de 10 questions telles « Je crains que d'autres aient plus d'expériences gratifiantes que moi. » Les participants répondaient selon une échelle de 1 à 5 allant de « parfaitement en désaccord » à « parfaitement en accord ». Le résultat « FoMO » était simplement la moyenne des réponses aux dix questions.

## Usage et détournement (en marketing commercial et politique...)
Comme d'autres  peurs et ressorts psychologiques, le FOMO est bien connu des professionnels du marketing, et utilisé par la publicité et d'autres formes de marketing . Ils utilisent cette peur comme nudge, comme un levier d'action qui peut être stimulée et canalisée, pour déclencher, entre autres, des comportements addictifs d'achat, comme le relèvent de nombreux blog de marketing : 

« Partagez des offres spéciales ou des expériences exclusives que vos followers sur les médias sociaux ne pourront pas refuser. Faites-en quelque chose pour lequel ils vont ressentir le besoin de participer ou d'en prendre avantage, faute de quoi ils manqueraient quelque chose ! »

— Alisa Bartash (traduit de l'anglais), New Marketing Trend Alert: FOMO - dcmarketingpro.com - 15 octobre 2013
Certaines pratiques marketing comme les soldes et le Black Friday exploitent ce sentiment et peuvent provoquer de l'anxiété ou de l'agressivité. Le FOMO s'oppose par essence au Jomo, à l'inverse, la Joie de manquer quelque chose.
Ainsi, les années 2000 et 2010 ont vu exploser les offres commerciales formulées sous la forme « après minuit il sera trop tard » ou  « plus que 3 exemplaires disponibles » jouant sur l'urgence de l'offre, et le risque pour le consommateur de passer à côté. La rareté induite est généralement complètement artificielle, et, après une période d'indisponibilité plus ou moins courte, la même offre pourra ré-émerger afin de faire passer à l'action un nouveau lot de clients. Des entreprises entières telles les géants Vente-privee.com ou Groupon basent leur stratégie commerciale sur ce ressort psychique.